# Amour et mélasse
Amour et mélasse er en fransk stumfilm fra 1908 af Georges Méliès.